# 1529
1529 (MDXXIX) je bilo navadno leto, ki se je po julijanskem koledarju začelo na petek.

## Dogodki
- Turki prvič oblegajo Dunaj.
- vojna med katoliškimi in luteranskimi kantoni v Švici; zmagajo luterani

## Rojstva
- 25. april - Frane Petrić (it: Francesco Patrizi), hrvaško-italijanski renesančni humanist († 1597)

## Smrti
- 2. januar - Radu V. Afumatski, vlaški knez (* okrog 1493)

Neznan datum
- Šejk Ahmed, zadnji kan Velike horde (* ni znano)